# Dančo Celeski
Dančo Celeski (cirill betűkkel: Данчо Целески; Ohrid, 1967. szeptember 9. –) egykori macedón válogatott labdarúgó.

## Pályafutása

### Klubcsapatokban
A Zastava Belcishtánál kezdte a pályafutását, majd játszott Magyarországon és Törökországban is. 2020-ban beválasztották a magyar első liga 11 legjobb külföldi játékosa közé, ekkor a Nyiregyházi Spartacus színeiben játszott.

### A válogatottban
A macedón válogatottban az 1996-os Európa-bajnokság selejtező mérkőzésén mutatkozott be 1994 októberében Spanyolország ellen Szkopjéban. Összesen 22 találkozón lépett pályára. Utolsó nemzetközi mérkőzése az 1997. októberi világbajnoki selejtező volt Litvánia ellen.

### Edzőként
2003 és 2005 között valamint 2006 és 2009 között a Macedón válogatott kapusedzőjeként tevékenykedett.
2022-ben és 2023-ban az FC Ohrid Lihnidos elnöke volt.

## Fordítás
- Ez a szócikk részben vagy egészben  a   Dančo Celeski című angol Wikipédia-szócikk ezen változatának fordításán alapul.  Az eredeti cikk szerkesztőit annak laptörténete sorolja fel. Ez a jelzés csupán a megfogalmazás eredetét és a szerzői jogokat jelzi, nem szolgál a cikkben szereplő információk forrásmegjelöléseként.